# Fußball-Weltmeisterschaft 2006/Gruppe A
Resultate der Gruppe A der Fußball-Weltmeisterschaft 2006:
| Pl. | Land        | Sp. | S | U | N | Tore    | Diff. | Punkte |
| --- | ----------- | --- | - | - | - | ------- | ----- | ------ |
| 1.  | Deutschland | 3   | 3 | 0 | 0 | 008:200 | +6    | 09     |
| 2.  | Ecuador     | 3   | 2 | 0 | 1 | 005:300 | +2    | 06     |
| 3.  | Polen       | 3   | 1 | 0 | 2 | 002:400 | −2    | 03     |
| 4.  | Costa Rica  | 3   | 0 | 0 | 3 | 003:900 | −6    | 0      |

## Deutschland – Costa Rica 4:2 (2:1)
| Deutschland                                          | Deutschland | Costa Rica | Costa Rica | Aufstellung                              |
| ---------------------------------------------------- | --- | --- | ---------- | ---------------------------------------- |
| Deutschland                                          | \| 9. Juni 2006 um 18:00 Uhr in München (Allianz Arena) \| \| Zuschauer: 66.000 (ausverkauft) \| \| Schiedsrichter: Horacio Elizondo ( Argentinien) \| \| Spielbericht \| | \| 9. Juni 2006 um 18:00 Uhr in München (Allianz Arena) \| \| Zuschauer: 66.000 (ausverkauft) \| \| Schiedsrichter: Horacio Elizondo ( Argentinien) \| \| Spielbericht \| | Costa Rica | Aufstellung Deutschland gegen Costa Rica |
| Deutschland                                          | Jens Lehmann – Arne Friedrich, Per Mertesacker, Christoph Metzelder, Philipp Lahm – Bernd Schneider (90.+1' David Odonkor), Torsten Frings, Tim Borowski (72. Sebastian Kehl), Bastian Schweinsteiger – Miroslav Klose (79. Oliver Neuville), Lukas Podolski Cheftrainer: Jürgen Klinsmann | José Francisco Porras – Michael Umaña, Douglas Sequeira, Luis Marín – Gilberto Martínez (67. Jervis Drummond), Mauricio Solís (78. Cristian Bolaños) – Danny Fonseca – Leonardo González – Walter Centeno, Rónald Gómez (90.+1' Randall Azofeifa) – Paulo Wanchope Cheftrainer: Alexandre Guimarães | Costa Rica | Aufstellung Deutschland gegen Costa Rica |
| Deutschland                                          | 1:0 Lahm (6.) 2:1 Klose (17.) 3:1 Klose (61.) 4:2 Frings (87.) | 1:1 Wanchope (12.) 3:2 Wanchope (73.) | Costa Rica | Aufstellung Deutschland gegen Costa Rica |
| Deutschland                                          | Fonseca (30.) | | Costa Rica | Aufstellung Deutschland gegen Costa Rica |
| Deutschland                                          | Spieler des Spiels: Miroslav Klose (Deutschland) | | Costa Rica | Aufstellung Deutschland gegen Costa Rica |
| 9. Juni 2006 um 18:00 Uhr in München (Allianz Arena) | | |            |                                          |
| Zuschauer: 66.000 (ausverkauft)                      | | |            |                                          |
| Schiedsrichter: Horacio Elizondo ( Argentinien)      | | |            |                                          |
| Spielbericht                                         | | |            |                                          |

Besonderheiten:
- Vor dem Anstoß wurde eine Schweigeminute zum Gedenken an die seit der WM 2002 verstorbenen FIFA-Mitglieder abgehalten.
- Es war das torreichste Eröffnungsspiel seit der Fußball-Weltmeisterschaft 1934: Italien – USA 7:1 (3:0).
- Philipp Lahm erzielte in seinem „Heimstadion“ das erste Tor der Fußball-Weltmeisterschaft 2006.
- Es war das erste Länderspiel zwischen Deutschland und Costa Rica.

## Polen – Ecuador 0:2 (0:1)
| Polen                                                      | Polen | Ecuador | Ecuador | Aufstellung                     |
| ---------------------------------------------------------- | --- | --- | ------- | ------------------------------- |
| Polen                                                      | \| 9. Juni 2006 um 21:00 Uhr in Gelsenkirchen (Veltins-Arena) \| \| Zuschauer: 52.000 (ausverkauft) \| \| Schiedsrichter: Tōru Kamikawa ( Japan) \| \| Spielbericht \| | \| 9. Juni 2006 um 21:00 Uhr in Gelsenkirchen (Veltins-Arena) \| \| Zuschauer: 52.000 (ausverkauft) \| \| Schiedsrichter: Tōru Kamikawa ( Japan) \| \| Spielbericht \| | Ecuador | Aufstellung Polen gegen Ecuador |
| Polen                                                      | Artur Boruc – Marcin Baszczyński, Mariusz Jop, Jacek Bąk , Michał Żewłakow – Arkadiusz Radomski, Radosław Sobolewski (69. Ireneusz Jeleń), Jacek Krzynówek (78. Kamil Kosowski), Mirosław Szymkowiak, Euzebiusz Smolarek – Maciej Żurawski (84. Paweł Brożek) Cheftrainer: Paweł Janas | Cristian Mora – Ulises de la Cruz, Iván Hurtado (70. Jorge Guagua), Giovanny Espinoza, Neicer Reasco – Edison Méndez, Edwin Tenorio, Segundo Castillo, Antonio Valencia – Agustín Delgado (84. Patricio Urrutia), Carlos Tenorio (66. Iván Kaviedes) Cheftrainer: Luis Fernando Suárez ( Kolumbien) | Ecuador | Aufstellung Polen gegen Ecuador |
| Polen                                                      | 0:1 C. Tenorio (24.) 0:2 Delgado (80.) | | Ecuador | Aufstellung Polen gegen Ecuador |
| Polen                                                      | Smolarek (36.) | Hurtado (30.), Méndez (70.) | Ecuador | Aufstellung Polen gegen Ecuador |
| Polen                                                      | Spieler des Spiels: Agustín Delgado (Ecuador) | | Ecuador | Aufstellung Polen gegen Ecuador |
| 9. Juni 2006 um 21:00 Uhr in Gelsenkirchen (Veltins-Arena) | | |         |                                 |
| Zuschauer: 52.000 (ausverkauft)                            | | |         |                                 |
| Schiedsrichter: Tōru Kamikawa ( Japan)                     | | |         |                                 |
| Spielbericht                                               | | |         |                                 |

## Deutschland – Polen 1:0 (0:0)
| Deutschland                                               | Deutschland | Polen | Polen | Aufstellung                         |
| --------------------------------------------------------- | --- | --- | ----- | ----------------------------------- |
| Deutschland                                               | \| 14. Juni 2006 um 21:00 Uhr in Dortmund (Westfalenstadion) \| \| Zuschauer: 65.000 (ausverkauft) \| \| Schiedsrichter: Luis Medina Cantalejo ( Spanien) \| \| Spielbericht \| | \| 14. Juni 2006 um 21:00 Uhr in Dortmund (Westfalenstadion) \| \| Zuschauer: 65.000 (ausverkauft) \| \| Schiedsrichter: Luis Medina Cantalejo ( Spanien) \| \| Spielbericht \| | Polen | Aufstellung Deutschland gegen Polen |
| Deutschland                                               | Jens Lehmann – Arne Friedrich (64. David Odonkor), Per Mertesacker, Christoph Metzelder, Philipp Lahm – Bernd Schneider, Torsten Frings, Michael Ballack , Bastian Schweinsteiger (77. Tim Borowski) – Miroslav Klose, Lukas Podolski (71. Oliver Neuville) Cheftrainer: Jürgen Klinsmann | Artur Boruc – Marcin Baszczyński, Jacek Bąk , Michał Żewłakow (83. Dariusz Dudka), Bartosz Bosacki – Radosław Sobolewski, Arkadiusz Radomski – Jacek Krzynówek (77. Mariusz Lewandowski), Euzebiusz Smolarek, Ireneusz Jeleń (90.+1' Paweł Brożek) – Maciej Żurawski Cheftrainer: Paweł Janas | Polen | Aufstellung Deutschland gegen Polen |
| Deutschland                                               | 1:0 Neuville (90.+1') | | Polen | Aufstellung Deutschland gegen Polen |
| Deutschland                                               | Ballack (58.), Odonkor (67.), Metzelder (70.) | Krzynówek (3.), Sobolewski (28.), Boruc (89.) | Polen | Aufstellung Deutschland gegen Polen |
| Deutschland                                               | Sobolewski (75., wiederholtes Foulspiel) | | Polen | Aufstellung Deutschland gegen Polen |
| Deutschland                                               | Spieler des Spiels: Philipp Lahm (Deutschland) | | Polen | Aufstellung Deutschland gegen Polen |
| 14. Juni 2006 um 21:00 Uhr in Dortmund (Westfalenstadion) | | |       |                                     |
| Zuschauer: 65.000 (ausverkauft)                           | | |       |                                     |
| Schiedsrichter: Luis Medina Cantalejo ( Spanien)          | | |       |                                     |
| Spielbericht                                              | | |       |                                     |

## Ecuador – Costa Rica 3:0 (1:0)
| Ecuador                                                  | Ecuador | Costa Rica | Costa Rica | Aufstellung                          |
| -------------------------------------------------------- | --- | --- | ---------- | ------------------------------------ |
| Ecuador                                                  | \| 15. Juni 2006 um 15:00 Uhr in Hamburg (Volksparkstadion) \| \| Zuschauer: 50.000 (ausverkauft) \| \| Schiedsrichter: Coffi Codjia ( Benin) \| \| Spielbericht \| | \| 15. Juni 2006 um 15:00 Uhr in Hamburg (Volksparkstadion) \| \| Zuschauer: 50.000 (ausverkauft) \| \| Schiedsrichter: Coffi Codjia ( Benin) \| \| Spielbericht \| | Costa Rica | Aufstellung Ecuador gegen Costa Rica |
| Ecuador                                                  | Cristian Mora – Ulises de la Cruz, Iván Hurtado , Giovanny Espinoza (69. Jorge Guagua), Neicer Reasco – Edison Méndez, Edwin Tenorio, Segundo Castillo, Antonio Valencia (73. Patricio Urrutia) – Agustín Delgado, Carlos Tenorio (46. Iván Kaviedes) Cheftrainer: Luis Fernando Suárez ( Kolumbien) | José Francisco Porras – Michael Umaña, Douglas Sequeira, Luis Marín – Harold Wallace, Mauricio Solís, Danny Fonseca (29. Álvaro Saborío), Leonardo González (56. Carlos Hernández Valverde) – Walter Centeno (84. Kurt Bernard), Rónald Gómez – Paulo Wanchope Cheftrainer: Alexandre Guimarães | Costa Rica | Aufstellung Ecuador gegen Costa Rica |
| Ecuador                                                  | 1:0 C. Tenorio (8.) 2:0 Delgado (54.) 3:0 Kaviedes (90.+2') | | Costa Rica | Aufstellung Ecuador gegen Costa Rica |
| Ecuador                                                  | Castillo (44.), de la Cruz (54.), Mora (60.) | Marín (10.), Solís (28.) | Costa Rica | Aufstellung Ecuador gegen Costa Rica |
| Ecuador                                                  | Spieler des Spiels: Agustín Delgado (Ecuador) | | Costa Rica | Aufstellung Ecuador gegen Costa Rica |
| 15. Juni 2006 um 15:00 Uhr in Hamburg (Volksparkstadion) | | |            |                                      |
| Zuschauer: 50.000 (ausverkauft)                          | | |            |                                      |
| Schiedsrichter: Coffi Codjia ( Benin)                    | | |            |                                      |
| Spielbericht                                             | | |            |                                      |

## Ecuador – Deutschland 0:3 (0:2)
| Ecuador                                               | Ecuador | Deutschland | Deutschland | Aufstellung                           |
| ----------------------------------------------------- | --- | --- | ----------- | ------------------------------------- |
| Ecuador                                               | \| 20. Juni 2006 um 16:00 Uhr in Berlin (Olympiastadion) \| \| Zuschauer: 72.000 (ausverkauft) \| \| Schiedsrichter: Walentin Iwanow ( Russland) \| \| Spielbericht \| | \| 20. Juni 2006 um 16:00 Uhr in Berlin (Olympiastadion) \| \| Zuschauer: 72.000 (ausverkauft) \| \| Schiedsrichter: Walentin Iwanow ( Russland) \| \| Spielbericht \| | Deutschland | Aufstellung Ecuador gegen Deutschland |
| Ecuador                                               | Cristian Mora – Ulises de la Cruz, Paul Ambrossi, Jorge Guagua, Giovanny Espinoza – Edwin Tenorio, Marlon Ayoví (68. Patricio Urrutia), Antonio Valencia (63. Christian Lara), Edison Méndez – Iván Kaviedes, Félix Borja (46. Cristian Benítez) Cheftrainer: Luis Fernando Suárez ( Kolumbien) | Jens Lehmann – Arne Friedrich, Per Mertesacker, Robert Huth, Philipp Lahm – Bernd Schneider (73. Gerald Asamoah), Torsten Frings (66. Tim Borowski), Michael Ballack , Bastian Schweinsteiger – Miroslav Klose (66. Oliver Neuville), Lukas Podolski Cheftrainer: Jürgen Klinsmann | Deutschland | Aufstellung Ecuador gegen Deutschland |
| Ecuador                                               | 0:1 Klose (4.) 0:2 Klose (44.) 0:3 Podolski (57.) | | Deutschland | Aufstellung Ecuador gegen Deutschland |
| Ecuador                                               | Valencia (52.) | Borowski (75.) | Deutschland | Aufstellung Ecuador gegen Deutschland |
| Ecuador                                               | Spieler des Spiels: Michael Ballack (Deutschland) | | Deutschland | Aufstellung Ecuador gegen Deutschland |
| 20. Juni 2006 um 16:00 Uhr in Berlin (Olympiastadion) | | |             |                                       |
| Zuschauer: 72.000 (ausverkauft)                       | | |             |                                       |
| Schiedsrichter: Walentin Iwanow ( Russland)           | | |             |                                       |
| Spielbericht                                          | | |             |                                       |

Besonderheiten:
- Es war das erste Länderspiel zwischen Ecuador und Deutschland.
- Das schnellste deutsche WM-Tor seit 1978 wurde geschossen.

## Costa Rica – Polen 1:2 (1:1)
| Costa Rica                                         | Costa Rica | Polen | Polen | Aufstellung                        |
| -------------------------------------------------- | --- | --- | ----- | ---------------------------------- |
| Costa Rica                                         | \| 20. Juni 2006 um 16:00 Uhr in Hannover (AWD-Arena) \| \| Zuschauer: 43.000 (ausverkauft) \| \| Schiedsrichter: Shamsul Maidin ( Singapur) \| \| Spielbericht \| | \| 20. Juni 2006 um 16:00 Uhr in Hannover (AWD-Arena) \| \| Zuschauer: 43.000 (ausverkauft) \| \| Schiedsrichter: Shamsul Maidin ( Singapur) \| \| Spielbericht \| | Polen | Aufstellung Costa Rica gegen Polen |
| Costa Rica                                         | José Francisco Porras – Michael Umaña, Luis Marín , Gabriel Badilla – Mauricio Solís, Jervis Drummond (70. Harold Wallace), Leonardo González – Cristian Bolaños (78. Álvaro Saborío), Walter Centeno – Ronald Gómez (82. Carlos Hernández Valverde), Paulo Wanchope Cheftrainer: Alexandre Guimarães | Artur Boruc – Marcin Baszczyński, Bartosz Bosacki, Jacek Bąk , Michał Żewłakow – Arkadiusz Radomski (64. Mariusz Lewandowski), Mirosław Szymkowiak, Jacek Krzynówek, Ireneusz Jeleń – Euzebiusz Smolarek (85. Grzegorz Rasiak), Maciej Żurawski (46. Paweł Brożek) Cheftrainer: Paweł Janas | Polen | Aufstellung Costa Rica gegen Polen |
| Costa Rica                                         | 1:0 Gómez (25.) | 1:1 Bosacki (33.) 1:2 Bosacki (66.) | Polen | Aufstellung Costa Rica gegen Polen |
| Costa Rica                                         | Umaña (17.), Marín (45.+2'), Gómez (45.+2'), Badilla (56.), González (76.) | Radomski (18.), Bąk (24.), Żewłakow (29.), Baszczyński (60.), Boruc (90.+1') | Polen | Aufstellung Costa Rica gegen Polen |
| Costa Rica                                         | Spieler des Spiels: Bartosz Bosacki (Polen) | | Polen | Aufstellung Costa Rica gegen Polen |
| 20. Juni 2006 um 16:00 Uhr in Hannover (AWD-Arena) | | |       |                                    |
| Zuschauer: 43.000 (ausverkauft)                    | | |       |                                    |
| Schiedsrichter: Shamsul Maidin ( Singapur)         | | |       |                                    |
| Spielbericht                                       | | |       |                                    |